# Ongeronde gesloten voorklinker
De ongeronde gesloten voorklinker is een van de meest voorkomende klinkers. In het Internationaal Fonetisch Alfabet wordt deze klank weergegeven als [i], en het overeenkomende X-SAMPA-symbol is i. De klinker wordt ook vaak geschreven als I (in het Engels als E).

## Kenmerken
- Het is een gesloten klinker, wat betekent dat de tong zich zo dicht mogelijk bij de bovenkant van de mond bevindt.
- Het is een voorklinker, wat betekent dat de tong zich zover mogelijk voor in de mond bevindt.
- Het is een ongeronde klinker, wat betekent dat de lippen zijn gespreid.

## Voorbeelden
- Nederlands [i, iː]?: I, i:, ie; vooral "lange" i
  - Voorbeeld: hier [ˈhiːr]?
- Duits [i, iː]?: I, i; ih; vooral "lange" i
  - Voorbeelden: Mine [ˈmiːnɘ]? (gezicht), Biene [ˈbiːnɘ]? (bij), ihn [iːn]? (hem), Idiot [iˈdi̯oːt]? (idioot)
- Engels [i, iː]?: ee, vaak ie, geregeld e, soms ea.
  - Voorbeelden: see [siː]? (zien), thief [θiːf]? (dief), be [biː]?, beat [biːt]? (slaan)
- Frans [i]?: I, i, Y, y
  - Voorbeelden: pile [pil]? (stapel), martyr [maʀˈtiʀ]? (martelaar)
- Italiaans [i]?: I, i
  - Voorbeeld: qui [kwi]?
- Spaans [i]?: I, i
  - Voorbeelden: tipo [tipo]? (soort), ilegal [ile'gal]? (wettelijk)
- Pools [i]?: I, i
  - Voorbeeld: wino [ˈvinɔ]? (wijn)